# Krzysztof Droba
Krzysztof Droba (ur. 25 lipca 1946 w Mielcu, zm. 10 listopada 2017 w Krakowie) – polski teoretyk muzyki, publicysta, animator życia muzycznego i pedagog.

## Życiorys
Studiował teorię muzyki w krakowskiej Akademii Muzycznej (dyplom w 1971), gdzie od 1972 prowadził wykłady (m.in. z literatury i historii muzyki XX wieku) oraz seminaria prac dyplomowych i magisterskich. Wykładał też na wielu innych uczelniach muzycznych i uczestniczył w licznych sympozjach i konferencjach w kraju i zagranicą. Od 1989 przewodniczył, ze strony polskiej, Polsko-Litewskim Konferencjom Muzykologicznym.
Członek jury konkursów kompozytorskich w kraju i na Litwie.Twórca autorskich festiwali muzycznych w Stalowej Woli („Młodzi Muzycy Młodemu Miastu”, 1975–1979), Baranowie Sandomierskim („Wrzesień Muzyczny na Zamku”, 1983–1986) i Sandomierzu („Collectanea”, 1988–1989), na których formowało się pokolenie młodych kompozytorów polskich, tzw. pokolenie stalowowolskie, m.in. Eugeniusz Knapik, Andrzej Krzanowski i Aleksander Lasoń. Festiwale te przedstawiały też niezależną muzykę krajów b. ZSRR, szczególnie twórczość litewską (kilkadziesiąt prawykonań).
Członek Zarządu Głównego Związku Kompozytorów Polskich (2003–2007 wiceprezes), członek honorowy Związku Kompozytorów Litwy, wieloletni członek Komisji Programowej MFMW „Warszawska Jesień”.
Autor licznych artykułów o muzyce współczesnej, tłumaczonych na wiele języków.
Zmarł w Krakowie w wieku 71 lat. Został pochowany na cmentarzu parafialnym w Mielcu.

## Publikacje książkowe
- Warszawska Jesień w zwierciadle polskiej krytyki muzycznej. Antologia tekstów z lat 1956–2006 (Warszawa, 2007)[5]
- Chopinspira. Współcześni kompozytorzy polscy o Chopinie (Warszawa, 2009)[6]
- Spotkania z Eugeniuszem Knapikiem (Katowice, 2011)[7]
- Odczytywanie na nowo. Rozmowy z Mieczysławem Tomaszewskim (Kraków, 2011)[8]

## Odznaczenia
Źródło: Narodowy Instytut Fryderyka Chopina
- Złota Odznaka „Za pracę społeczną dla miasta Krakowa” (1988)
- Krzyż Oficerski Orderu Wielkiego Księcia Giedymina (Litwa, 1995)[10]
- Nagroda Związku Kompozytorów Polskich (1997)[11]
- Srebrny Medal „Zasłużony Kulturze Gloria Artis” (2005)
- Złoty Krzyż Zasługi (2007)
- Odznaka honorowa „Zasłużony dla Kultury Polskiej” (2007)
- Doroczna Nagroda Ministra Kultury i Dziedzictwa Narodowego (2008)